# 冠毛草
冠毛草（学名：Stephanachne pappophorea）为禾本科冠毛草属下的一个种。

## 扩展阅读
- 維基物種上的相關：冠毛草